# Carlos Falt
Carlos Falt Mont (Portbou, 31 de diciembre de 1913-Barcelona, 25 de marzo de 1982) fue un jugador de waterpolo español.

## Biografía
Fue parte del equipo de waterpolo de España que acabó octavo en las olimpiadas de Londres 1948.

## Clubes
- Club Natació Barcelona.

## Participaciones en la Copa del Mundo
- 8.º en los Juegos Olímpicos de Londres 1948